# Ondřejov (Vysočina)
Ondřejov é uma comuna checa localizada na região de Vysočina, distrito de Pelhřimov.